# شهابيون
الشهابيون هم سلالة حكمت جبال لبنان بعهد العثمانيين. تسلموا الحكم من أنسبائهم المعنيين عام 1697م. وانتهى حكمهم عام 1861 عند إنشاء المتصرفية. وكان الأمير البشير الثاني الشهابي من أهم رجال الدولة في الدولة العثمانية.

## تاريخهم

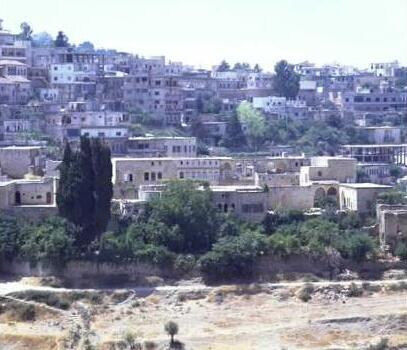
قلعة شهاب بحاصبيا.

يُرجع الشهابيون اصلهم إلى قريش وهم من بني مخزوم. أتوا إلى جبال لبنان من منطقة حوران في جنوب سوريا واستوطنوا وادي التيم في جنوب لبنان. نصّب أبو بكر الصديق، أول الخلفاء الراشدين، الشهابيين أمراء سنة 633م، وشارك مالك بن الحارث الملقب بشهاب المخزومي أحد أسلافهم من قبيلة مخزوم في معركة اليرموك التي فتح العرب على أثرها سوريا. وقاتل الشهابيون حتى النصر في معارك لتحرير دمشق من قبضة الإمبراطورية البيزنطية سنة 636م. وبقيت هذه العشيرة في منطقة حوران السورية حتى 1170م حين انتقلوا إلى وادي التيم لمحاربة الصليبيين في راشيا مع جيش قوامه 20 ألف شخص وعلى رأسه الأمير منقذ الشهابي. وقد نجحوا في دحر الصليبيين من راشيا إلى قلعتهم في حاصبيا حيث تابع الجيش المحاصر هجومه. وفي غضون عشرة أيام احتلت القوات الشهابية القصر وأحرزت فوزًا أدخل العائلة الشهابية إلى لبنان ووادي التيم. رمموا القلعة وأصلحوها وفقاً لمتطلباتهم واستخدموها على مدى 700 سنة كقاعدة للسيطرة على المنطقة. كما شكلوا حلفاً سياسياً وعسكرياً مع الأمراء المعنيين الدروز الذين كانوا يحكمون جبل لبنان. هذا التحالف سمح لهم بالحكم بعد انتهاء حكم المعنيين. ويُقال أن الحكومة العثمانية استشارت بخصوص انتقال الأمر من المعنيين إلى الشهابيين الأمير حسين آخر أبناء الأمير فخر الدين المعني الثاني، الذي نجا وحده من بين إخوته بعد عزل أبيه وكان قد أصبح من كبار ساسة الدولة، فأشار بهذا الرأي.
وبعكس المعنيين، كان الشهابيون مسلمين سنة. ولهذا السبب، لم يساندهم الدروز في حكمهم مما دفعهم للاعتماد على الموارنة. وتحولت الطبقة الحاكمة الشهابية من الإسلام إلى المسيحية المارونية في القرن الثامن عشر ميلادي.
شجع الشهابيون الهجرة المسيحية إلى المناطق اللبنانية لتحسين المعيشة كما حاولوا تطوير المجتمع في مناطقهم باتباع الثقافة الغربية وبخاصة الفرنسية.
تحالف الأمير بشير الثاني مع محمد علي باشا مؤسس مصر الحديثة وسانده في حروبه. وانتهى حكم الشهابيين بعد نفي الأمير بشير الثاني على إثر خسارة محمد علي حربه مع العثمانيين والأوروبييين عام 1840. وعين العثمانيون بشير الثالث حاكما حتى عام 1842 عندما عين الأمير عمر باشا حاكما للبنان منهيا حكم الشهابيين.
وخلال الانتداب الفرنسي، عين الأمير خالد الشهابي رئيسًا للوزراء في لبنان. و كان الأمير فؤاد الشهابي ثالث رئيس للجمهورية اللبنانية.

## أمراء الأسرة الشهابية
| الاسم               | فترة الحكم   |
| ------------------- | ------------ |
| بشير الأول الشهابي  | 1697 - 1707م |
| حيدر                | 1707 - 1732  |
| ملحم الشهابي        | 1729 - 1754  |
| منصور الشهابي       | 1754 - 1770  |
| يوسف الشهابي        | 1770 - 1788  |
| بشير الثاني الشهابي | 1788 - 1840  |
| بشير الثالث الشهابي | 1842-1840    |

## إرث
ولا تزال عائلة شهاب اليوم من أبرز العائلات في لبنان، وكان رئيس لبنان الثالث بعد الاستقلال، الأمير فؤاد شهاب، أحد أفراد هذه العائلة (ينحدر من نسل الأمير حسن، شقيق الأمير بشير الثاني كما كان رئيساً للوزارة الأمير خالد شهاب. يحمل الشهابي لقب “الأمير”. ويعيش أحفاد البشير الثاني في تركيا ويعرفون بعائلة باكسوي بسبب القيود التركية على الألقاب غير التركية. واليوم، مجموعة منهم من المسلمين السنة، والبعض الآخر كذلك. الكاثوليك الموارنة، على الرغم من أن لديهم جذور عائلية مشتركة، ما تزال القلعة التي تعود إلى القرن الحادي عشر في حاصبيا، جنوب لبنان، ملكية خاصة لعائلة شهاب، حيث ما يزال العديد من أفراد العائلة يقيمون فيها، وعين الأمير مصطفى الشهابي حاكم حلب، سوريا في عام 1936-1939.